# Anthaxia francescoi
Anthaxia francescoi es una especie de escarabajo del género Anthaxia, familia Buprestidae. Fue descrita científicamente por Sparacio & Svoboda en 1999.